# Jelena Muraszko
Jelena Muraszko (ur. 1 września 1970)  – kazachska biathlonistka, uczestniczka mistrzostw świata w biathlonie.
Starty w Pucharze Świata rozpoczęła zawodami w Ruhpolding w roku 1994 zajmując 104. miejsce w biegu indywidualnym na 15 km. Najlepszy wynik w Pucharze Świata osiągnęła w 1995 w Östersund zajmując 27. miejsce w biegu indywidualnym na 15 km.
Jelena Muraszko zakończyła międzynarodową karierę sportową po sezonie 1995/1996, aktualnie mieszka i pracuje jako instruktor sportu w Kokczetawie.

## Osiągnięcia

### Mistrzostwa świata
| Rok  | Miejscowość | Konkurencje | Konkurencje | Konkurencje | Konkurencje | Konkurencje | Konkurencje | Konkurencje |
| Rok  | Miejscowość | IN          | SP          | PU          | MS          | RL          | MR          | SR          |
| ---- | ----------- | ----------- | ----------- | ----------- | ----------- | ----------- | ----------- | ----------- |
| 1995 | Anterselva  | –           | –           | –           | –           | 13.         | –           | –           |